# Creuë
Creuë ist ein Ortsteil und eine ehemalige französische Gemeinde im Département Meuse in der Region Grand Est.
Zum 1. März 1973 bildeten die bis dahin eigenständigen Gemeinden Creuë, Billy-sous-les-Côtes, Hattonchâtel, Hattonville, Saint-Benoît-en-Woëvre und Viéville-sous-les-Côtes die neue Gemeinde Vigneulles-lès-Hattonchâtel.

## Geschichte

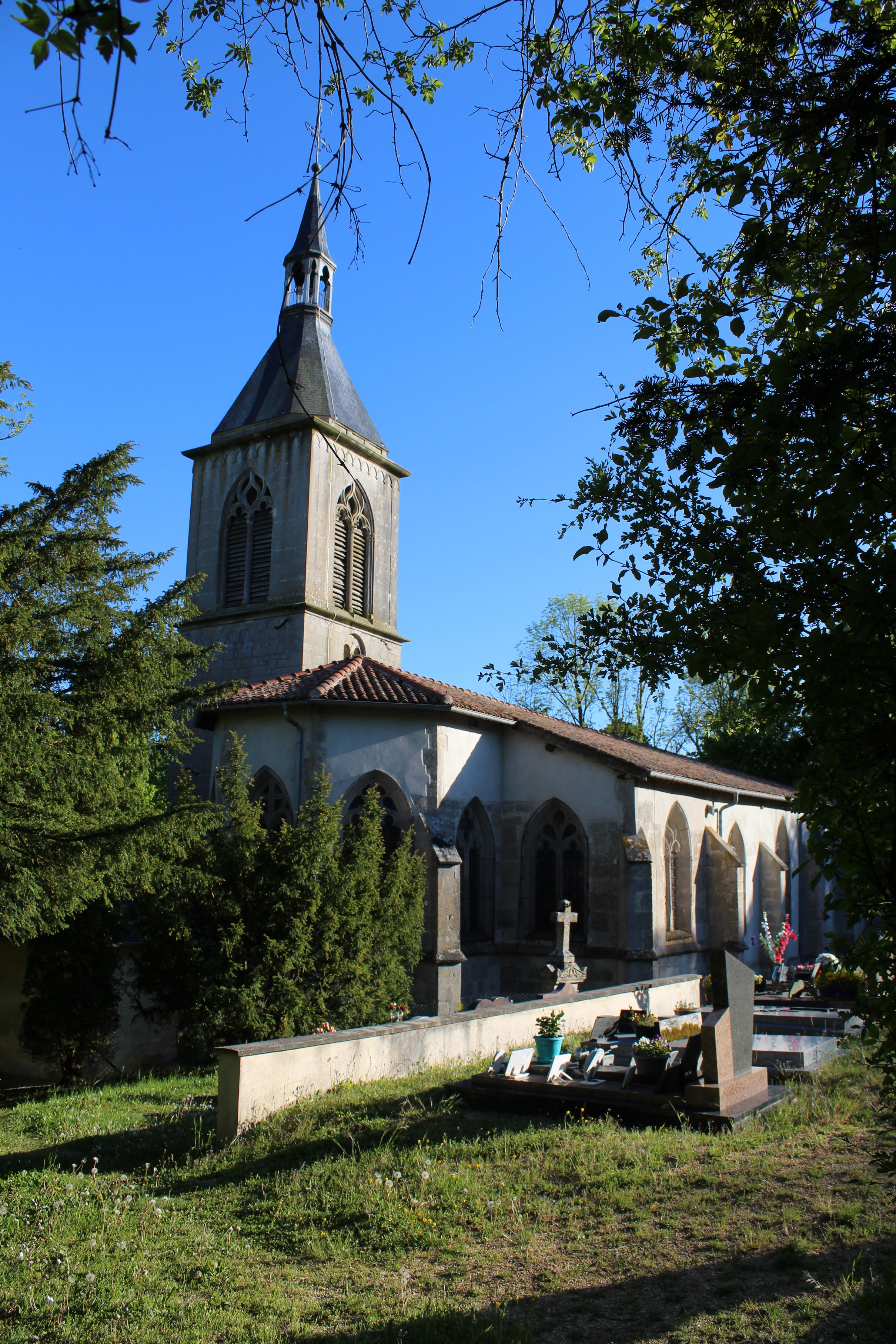
Kirche Saint-Pierre et Saint-Paul

Der Ort wurde im Jahr 709 erstmals als „Creuva“ und „Cruïa“ genannt. Der Name bedeutet Kreuz.

## Bevölkerungsentwicklung
| Jahr                       | 1793 | 1831 | 1872 | 1901 | 1921 | 1936 | 1954 | 1962 | 1968 |
| Einwohner                  | 500  | 742  | 625  | 487  | 310  | 240  | 200  | 224  | 191  |
| Quellen: Cassini und INSEE |      |      |      |      |      |      |      |      |      |

## Sehenswürdigkeiten
- Kirche Saint-Pierre et Saint-Paul, erbaut ab dem 11. Jahrhundert, Monument historique seit 1994